# Croix hosannière de La Madeleine-sur-Loing
La croix hosannière de La Madeleine-sur-Loing est une croix de cimetière située à La Madeleine-sur-Loing, en France.

## Localisation
La croix est située dans le département français de Seine-et-Marne, sur la commune de La Madeleine-sur-Loing, dans le cimetière.

## Historique
Elle est inscrite au titre des monuments historiques le 17 juin 1926.